# Linia kolejowa Kutná Hora – Zruč nad Sázavou
Linia kolejowa Kutná Hora – Zruč nad Sázavou (Linia kolejowa nr 235 (Czechy)) – jednotorowa, niezelektryfikowana linia kolejowa o znaczeniu regionalnym w Czechach. Łączy Kutną Horę ze stacją Zruč nad Sázavou. Przebiega w całości na terytorium kraju środkowoczeskiego.